# 西川永哲
西川 永哲（にしかわ えいてつ）は、TBSテレビ編成考査局管理部長。慶應義塾大学卒。以前は（旧TBSエンタテイメント）⇒制作3部⇒編成制作本部編成制作局バラエティ制作センター⇒バラエティ制作部所属のプロデューサー。以前は戸高正啓、利根川展、荒井昌也、合田隆信班を渡り歩いた。2012年5月からは、一部の番組でチーフプロデューサーに相当するマネージメントプロデューサーに就任した。一時期離脱していたが、2018年7月から制作局制作1部担当部長兼MPとして制作現場に復帰したと同時に、中川通成マネージメントプロデューサーが担当していた一部の番組を引き継いだが、2019年1月から制作現場を再び離れ、社長室管理部長に就任、2020年から現職。

## 過去の担当番組
- 学校へ行こう!MAX（AP→プロデューサー）
- 関口宏の東京フレンドパークII（プロデューサー）
- リンカーン（プロデューサー）
- R30（演出→一時離脱→プロデューサー）
- 日本レコード大賞
  - 第49回（2007年）：演出
  - 第50回（2008年）：大阪中継担当プロデューサー
- タイノッチ（プロデューサー）
- 新知識階級 クマグス（プロデューサー）
- ミッションV6（プロデューサー）
- クイズ☆タレント名鑑（プロデューサー）
- ミズトアブラハイム（プロデューサー）
- テベ・コンヒーロ（プロデューサー）
- 男のヘンサーチ!!（プロデューサー）
- Asian Ace（マネージメントプロデューサー）
- EXILE魂（マネージメントプロデューサー）
- 金銭感覚お試しバラエティ カカクの王様（マネージメントプロデューサー）
- どんなオカネもモトを取らねば!（マネージメントプロデューサー）
- さんまのSUPERからくりTV（マネージメントプロデューサー）
- ひみつの嵐ちゃん!（プロデューサー→マネージメントプロデューサー）
- 別冊アサ秘ジャーナル（マネージメントプロデューサー）
- 穴があくほど定点観測（マネージメントプロデューサー）
- COUNT DOWN TV（マネージメントプロデューサー）
- WADAIの王国（マネージメントプロデューサー）
- ゴロウ・デラックス（マネージメントプロデューサー）
- 私の何がイケないの?（マネージメントプロデューサー）
- マツコの知らない世界（マネージメントプロデューサー）
- ジョブチューン アノ職業のヒミツぶっちゃけます!（マネージメントプロデューサー）
- ライブB♪（マネージメントプロデューサー）
- クイズ☆正解は一年後（マネージメントプロデューサー）
- さんま・玉緒のお年玉あんたの夢をかなえたろかスペシャル（マネージメントプロデューサー）
- 嵐を呼ぶあぶない熟女（マネージメントプロデューサー）
- 本日、開店します!（マネージメントプロデューサー）
- 東大王（マネージメントプロデューサー）